# Jean-Baptiste d'Ornano
Jean-Baptiste d’Ornano (Sisteron, 1581-Castillo de Vincennes, 1626), conde de Montlaur, mariscal de Francia 1626.

## Biografía
Era hijo de Alphonse d’Ornano, mariscal de Francia, y nieto de Sampiero Corso.
Gozó del favor del rey Luis XIII. Fue gobernante de Monsieur, único hermano del rey, Gastón de Orleans en 1619, sobre el que ejerció una considerable influencia. Se casó con la condesa Marie de Modéne Montlaur, en 1611 Fue coronel general de los Corsos, teniente general de Normandía y caballero de la Orden del Espíritu Santo desde 1619. En 1626 fue nombrado mariscal de Francia.
Participó con Gastón en la primera conspiración llevada a cabo contra el Cardenal Richelieu (conspiración de Chalais) y se opuso al matrimonio de Gastón con Mme. de Montpensier. Fue hecho prisionero en Vincennes, la monarquía se vio muy comprometida cuando este alto personaje murió en el insalubre calabozo en el que había sido encerrado.
Después el conde de Chalais, chivo expiatorio de la conspiración, así como Ornano fueron víctimas de la versatilidad de Gastón que diezmó los cargos de sus cómplices sucesivos.
- Datos: Q1987688
- Multimedia: Jean-Baptiste d'Ornano / Q1987688